# Shi Tingmao
Shi Tingmao (kinesiska: 施廷懋), född 31 augusti 1991 i Chongqing är en kinesisk simhoppare. 

## Karriär
Shi Tingmaos första internationella framgång kom vid Asiatiska spelen 2010 där hon vann en guldmedalj på enmeterssvikten. Året därefter vann hon VM-guld i samma gren och vid världsmästerskapen 2013 tog hon guld i synkroniserade svikthopp tillsammans med Wu Minxia. Vid världsmästerskapen 2015 i Kazan tog Shi guld i både den individuella och den synkroniserade tremeterssvikten.
Hon vann guldmedaljer i svikthopp och synkroniserat svikthopp vid de olympiska sommarspelen 2016 i Rio de Janeiro. Vid världsmästerskapen i simsport 2017 tog hon återigen guld på tremeterssvikten både individuellt och tillsammans med Chang Yani.
Vid OS i Tokyo 2021 tog Shi guld i hopp från 3 meter samt guld tillsammans med Wang Han i parhoppning från 3 meter.